# Chamouillac
Chamouillac település Franciaországban, Charente-Maritime megyében. Lakosainak száma 369 fő (2022. január 1.). Chamouillac Courpignac, Coux, Rouffignac, Souméras és Val-de-Livenne községekkel határos.

## Népesség
A település népességének változása:
| Lakosok száma | 338  | 303  | 316  | 308  | 363  | 373  | 374  | 372  | 369  | 369  |
|               | 1968 | 1982 | 1990 | 2006 | 2013 | 2015 | 2017 | 2019 | 2020 | 2022 |